# Фенуалоа
Фенуалоа — другий за величиною острів у групі Рифових островів, адміністративно розташований у провінції Темоту Соломонових Островів.

## Назва
Назва полінезійського походження (fenua loa), що означає «довга земля».

## Географія
Орієнтовна висота місцевості над рівнем моря становить близько 17 м. Під час відпливу Фенуалоа з'єднується з сусіднім островом Ніфілолі на півночі. Західна частина острова — це в основному піщані пляжі з видом на величезну лагуну та Великий риф. Східна сторона — це круті скелі з глибоким лісовим проходом, що відокремлює Фенуалоа від найбільшого острова групи Ломлом.

## Населення
Острів дуже густо заселений із чотирма головними селами і загалом приблизно 1500 жителів (2008), усі на західній стороні. Найбільші села Туо (Туво), Малуба, Танга і Малапу (з півдня на північ). На острові є три школи, а люди — меланезійці. Кілька яхт (1 або 2 на рік) відвідують острів, входячи у величезну лагуну через Великий риф (лагуна приблизно 25 км на схід захід на 8 км на північ південь). На острів немає регулярного транспорту.

## Галерея

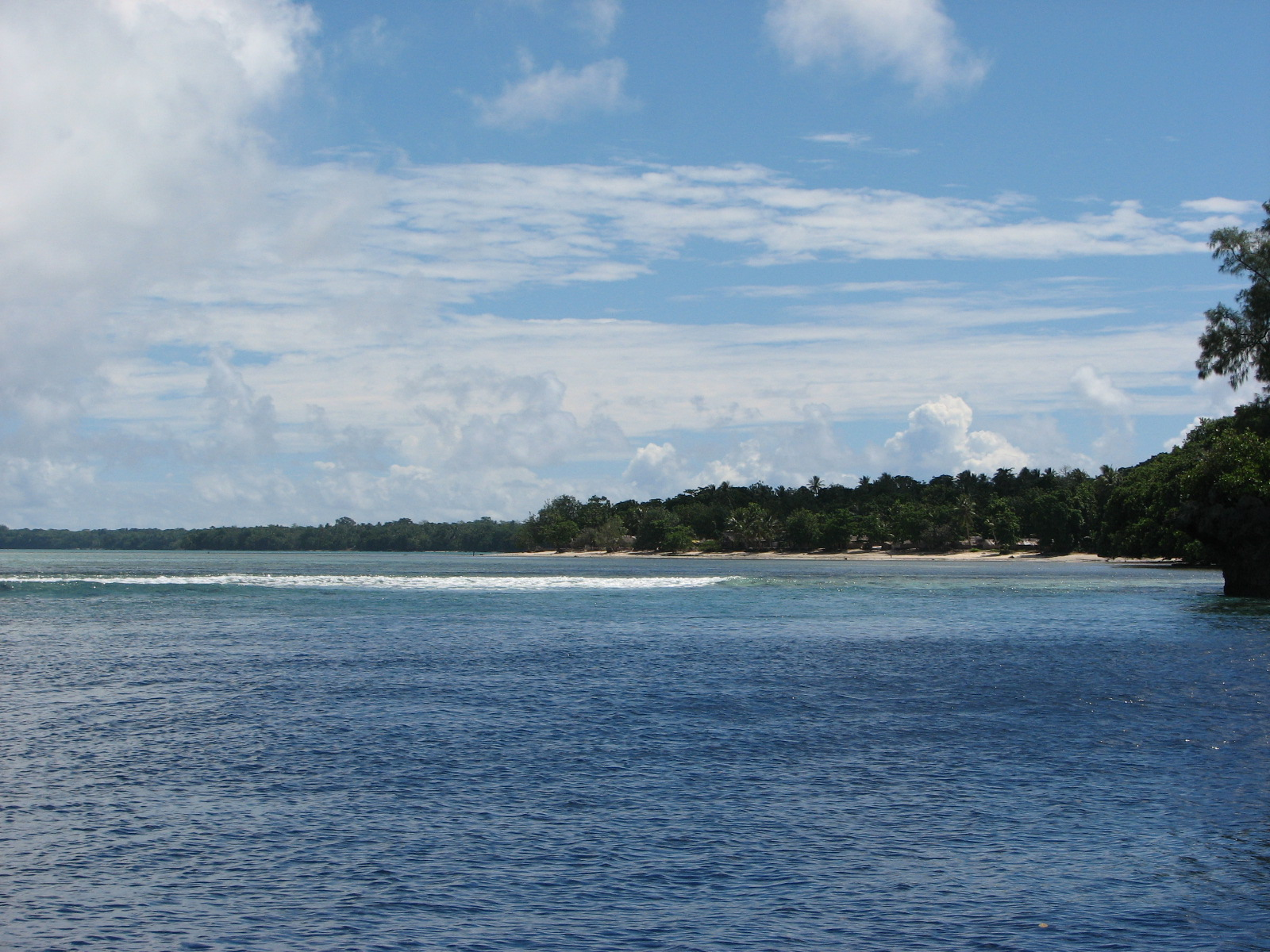
Краєвид на північ до Фенуалоа з боку рифу. Село Тут дещо видно.
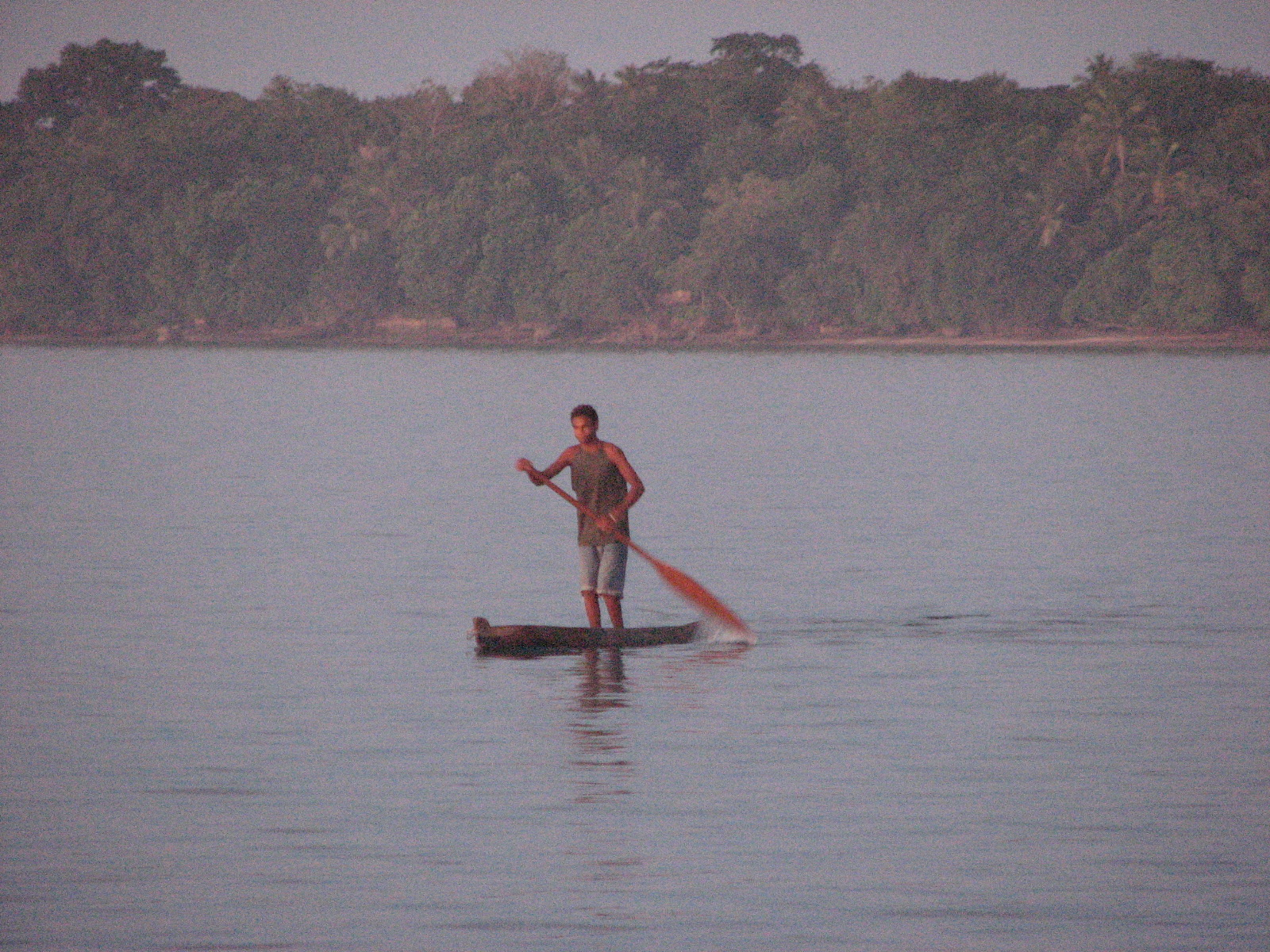
Каноїст із західного боку Фенуалоа на заході сонця.
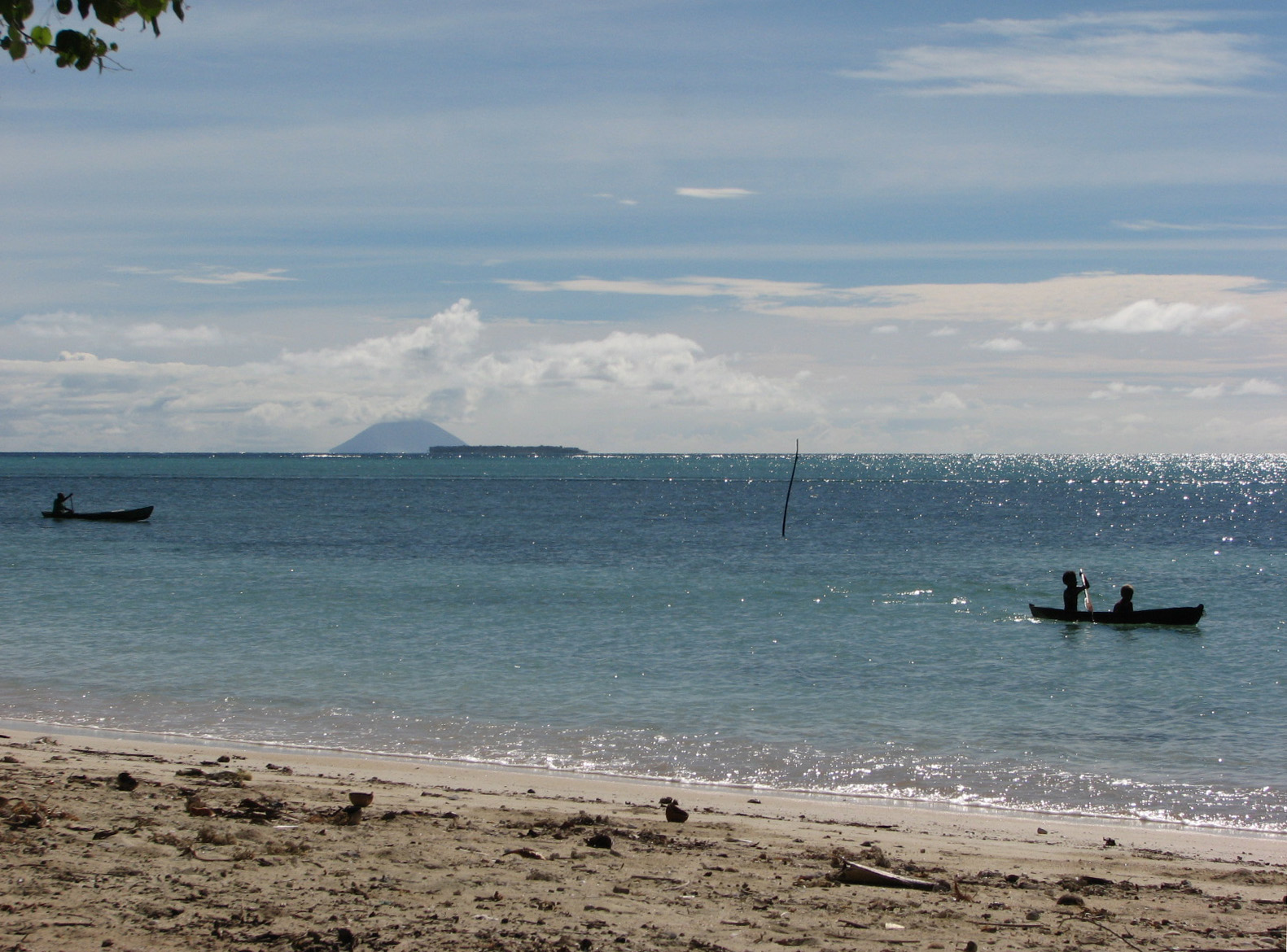
Погляд на захід від пляжу Фенуалоа через Великий риф до вулкана Тінакула.
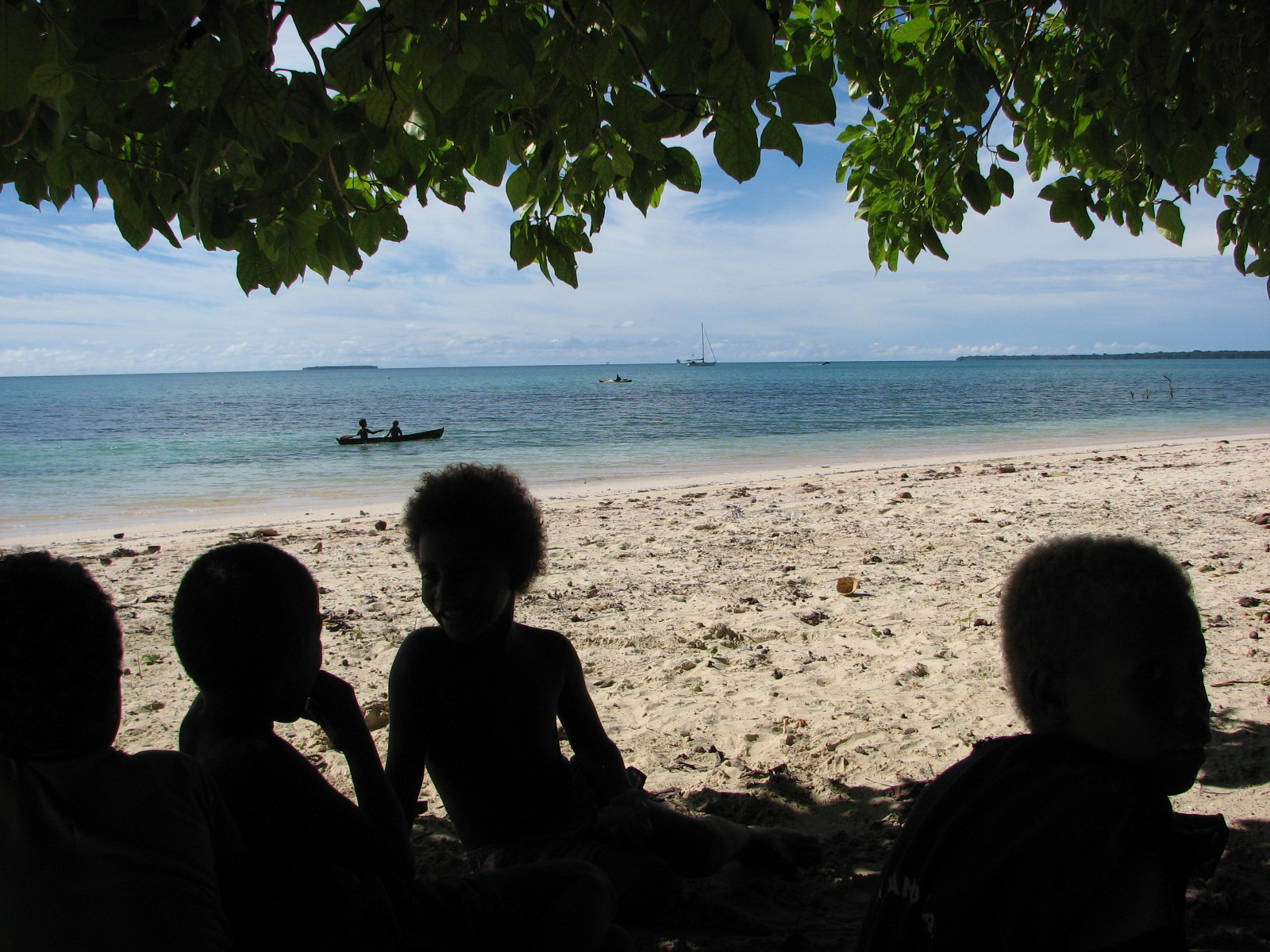
Діти на пляжі в селі Туо, Фенуалоа з відвідувачем яхти на задній плані.
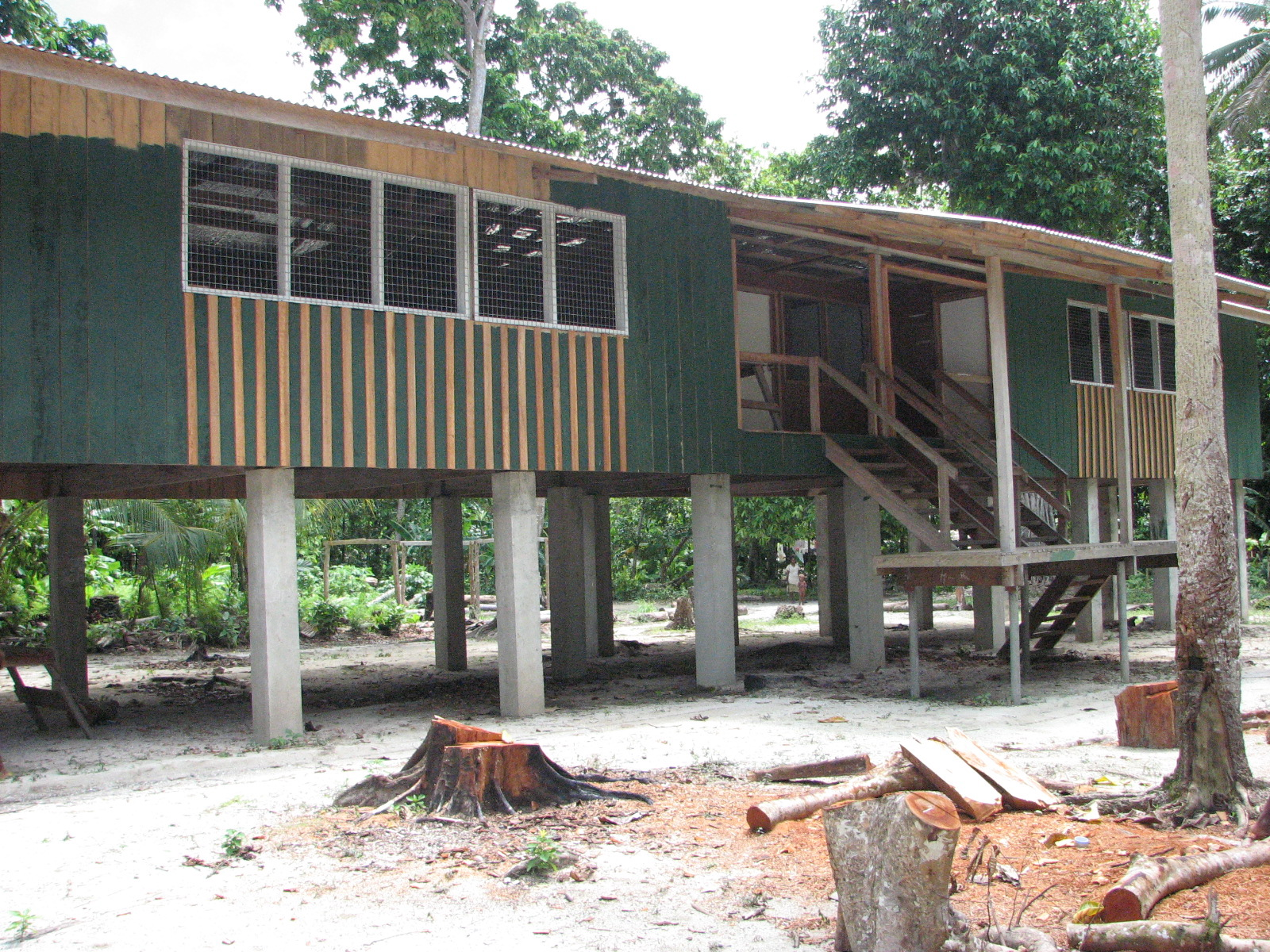
Школа в селі Туо, Фенуалоа. Буда добудована завершено в 2008 році з допомогою Нової Зеландії.
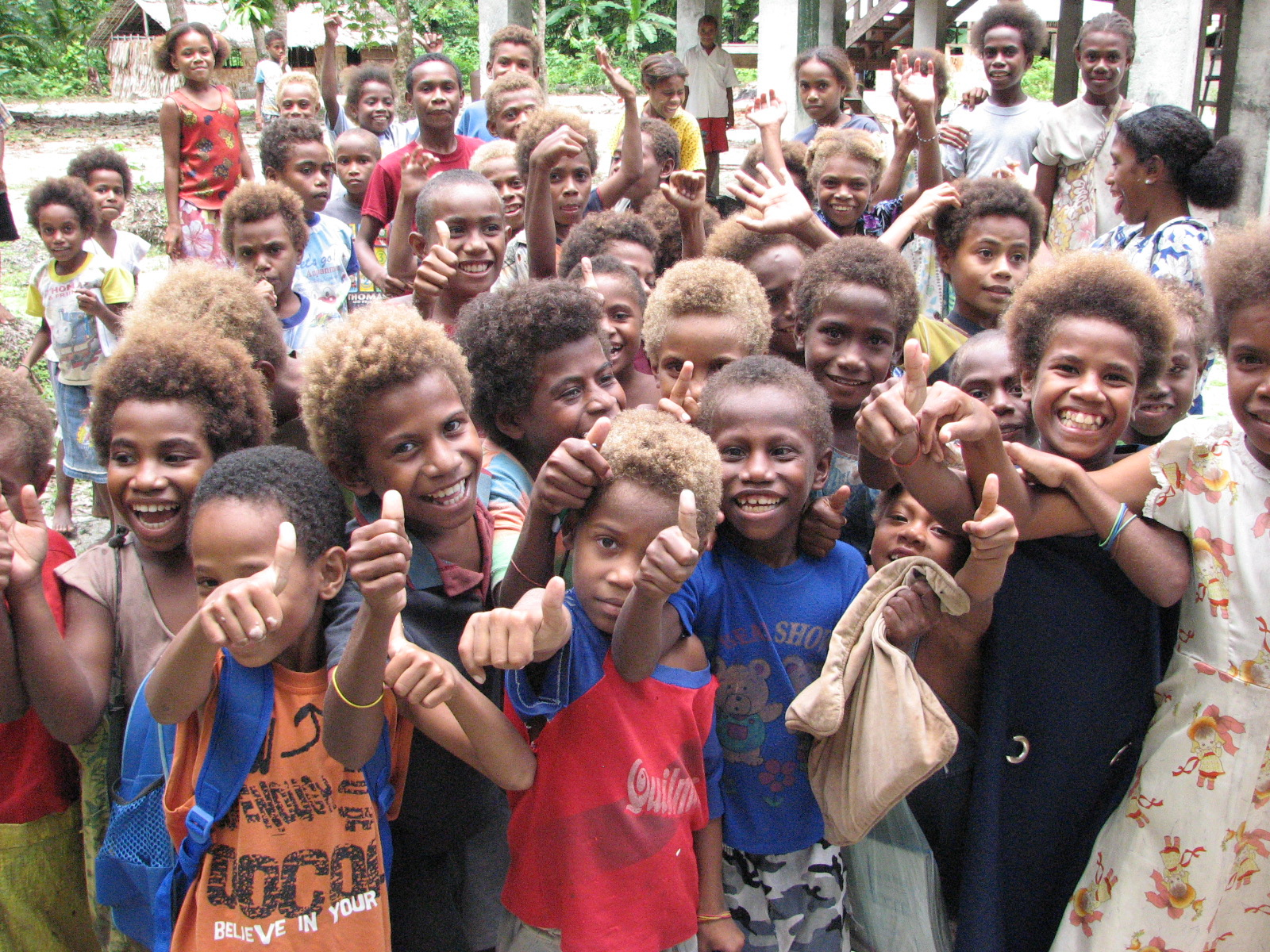
Діти в школі Туо в селі Туо, Фенуалоа.